# The Wendell Baker Story
The Wendell Baker Story es una película de 2005 dirigida por Andrew Wilson y Luke Wilson.

## Elenco
- Luke Wilson como Wendell Baker.
- Eva Mendes como Doreen.
- Jacob Vargas como Reyes Morales.
- Owen Wilson como Neil King.
- Harry Dean Stanton como Skip Summers.
- Kris Kristofferson como L. R. Nasher
- Seymour Cassel como Boyd Fullbright.
- Eddie Griffin como McTeague.
- Will Ferrell como Dave Bix.